# Samuel Leach Holm
Samuel Ruben Leach Holm, född 9 oktober 1997 i Åkersberga, är en svensk-israelisk fotbollsspelare som spelar för BK Häcken.

## Karriär
Leach Holms moderklubb är IFK Österåker. Därefter spelade Leach Holm för FC Djursholm, innan han som 11-åring gick till Djurgårdens IF. Under 2015 satt han på bänken i Djurgården men fick inte chansen i någon tävlingsmatch. I februari 2016 värvades Holm av Åtvidabergs FF. I november 2016 förlängde han sitt kontrakt med ett år. I juli 2017 lämnade Leach Holm klubben.
I augusti 2017 värvades Leach Holm av Sollentuna FK. I november 2018 skrev han på ett tvåårskontrakt med Västerås SK. I augusti 2019 lånades Leach Holm ut tillbaka till Sollentuna FK på ett låneavtal över resten av säsongen 2019. I augusti 2020 kom Holm överens med Västerås SK att bryta sitt kontrakt.
Den 1 september 2020 värvades Leach Holm av Dalkurd FF, där han skrev på ett 1,5-årskontrakt.
I januari 2021 värvades Leach Holm av IF Brommapojkarna. I samband med avancemanget till Allsvenskan blev han utsedd till årets mittfältare i Superettan 2022.
Den 29 november 2023 meddelades att Leach Holm hade skrivit ett 3-årskontrakt med Djurgårdens IF.
Den 15 augusti 2024 såldes han till BK Häcken. Han skrev på ett 3,5-årskontrakt, tom 31 december 2027.

## Statistik

### Klubblag
| Klubb                              | Säsong         | Liga             | Liga    | Liga | Liga   | Nationell cup | Nationell cup | Nationell cup | Internationell cup | Internationell cup | Internationell cup | Övrigt  | Övrigt | Övrigt | Totalt  | Totalt | Totalt |
| Klubb                              | Säsong         | Division         | Matcher | Mål  | Assist | Matcher       | Mål           | Assist        | Matcher            | Mål                | Assist             | Matcher | Mål    | Assist | Matcher | Mål    | Assist |
| ---------------------------------- | -------------- | ---------------- | ------- | ---- | ------ | ------------- | ------------- | ------------- | ------------------ | ------------------ | ------------------ | ------- | ------ | ------ | ------- | ------ | ------ |
| Djurgårdens IF                     | 2015           | Allsvenskan      | 0       | 0    | 0      | 0             | 0             | 0             | —                  | —                  | —                  | —       | —      | —      | 0       | 0      | 0      |
| Djurgårdens IF                     | Totalt         | Totalt           | 0       | 0    | 0      | 0             | 0             | 0             | —                  | —                  | —                  | —       | —      | —      | 0       | 0      | 0      |
| Åtvidabergs FF                     | 2016           | Superettan       | 15      | 0    | 0      | 0             | 0             | 0             | —                  | —                  | —                  | —       | —      | —      | 15      | 0      | 0      |
| Åtvidabergs FF                     | 2017           | Superettan       | 5       | 1    | 1      | 3             | 1             | 2             | —                  | —                  | —                  | —       | —      | —      | 8       | 2      | 3      |
| Åtvidabergs FF                     | Totalt         | Totalt           | 20      | 1    | 1      | 3             | 1             | 2             | —                  | —                  | —                  | —       | —      | —      | 23      | 2      | 3      |
| Sollentuna FK                      | 2017           | Division 1 Norra | 10      | 4    | 2      | 1             | 0             | 0             | —                  | —                  | —                  | —       | —      | —      | 11      | 4      | 2      |
| Sollentuna FK                      | 2018           | Division 1 Norra | 27      | 9    | 1      | 1             | 0             | 0             | —                  | —                  | —                  | —       | —      | —      | 28      | 9      | 1      |
| Sollentuna FK                      | Totalt         | Totalt           | 37      | 13   | 3      | 2             | 0             | 0             | —                  | —                  | —                  | —       | —      | —      | 39      | 13     | 3      |
| Västerås SK                        | 2019           | Superettan       | 6       | 1    | 0      | 0             | 0             | 0             | —                  | —                  | —                  | —       | —      | —      | 6       | 1      | 0      |
| Västerås SK                        | 2020           | Superettan       | 8       | 0    | 0      | 1             | 0             | 0             | —                  | —                  | —                  | —       | —      | —      | 9       | 0      | 0      |
| Västerås SK                        | Totalt         | Totalt           | 14      | 1    | 0      | 1             | 0             | 0             | —                  | —                  | —                  | —       | —      | —      | 15      | 1      | 0      |
| Sollentuna FK (lån)                | 2019           | Division 1 Norra | 12      | 1    | 0      | 1             | 0             | 0             | —                  | —                  | —                  | 2       | 0      | 0      | 15      | 1      | 0      |
| Sollentuna FK (lån)                | Totalt         | Totalt           | 12      | 1    | 0      | 1             | 0             | 0             | —                  | —                  | —                  | 2       | 0      | 0      | 15      | 1      | 0      |
| Dalkurd FF                         | 2020           | Superettan       | 13      | 2    | 0      | 0             | 0             | 0             | —                  | —                  | —                  | 2       | 1      | 0      | 15      | 3      | 0      |
| Dalkurd FF                         | Totalt         | Totalt           | 13      | 2    | 0      | 0             | 0             | 0             | —                  | —                  | —                  | 2       | 1      | 0      | 15      | 3      | 0      |
| IF Brommapojkarna                  | 2021           | Ettan Norra      | 30      | 5    | 0      | 2             | 2             | 0             | —                  | —                  | —                  | —       | —      | —      | 32      | 7      | 0      |
| IF Brommapojkarna                  | 2022           | Superettan       | 30      | 4    | 11     | 4             | 1             | 0             | —                  | —                  | —                  | —       | —      | —      | 34      | 5      | 11     |
| IF Brommapojkarna                  | 2023           | Allsvenskan      | 27      | 1    | 6      | 4             | 0             | 0             | —                  | —                  | —                  | 1       | 0      | 0      | 32      | 1      | 6      |
| IF Brommapojkarna                  | Totalt         | Totalt           | 87      | 10   | 17     | 10            | 3             | 0             | —                  | —                  | —                  | 1       | 0      | 0      | 98      | 13     | 17     |
| Djurgårdens IF                     | 2024           | Allsvenskan      | 16      | 2    | 2      | 6             | 0             | 0             | 1                  | 0                  | 0                  | —       | —      | —      | 23      | 2      | 2      |
| Djurgårdens IF                     | Totalt         | Totalt           | 16      | 2    | 2      | 6             | 0             | 0             | 1                  | 0                  | 0                  | —       | —      | —      | 23      | 2      | 2      |
| BK Häcken                          | 2024           | Allsvenskan      | 0       | 0    | 0      | 0             | 0             | 0             | 0                  | 0                  | 0                  | —       | —      | —      | 0       | 0      | 0      |
| BK Häcken                          | Totalt         | Totalt           | 0       | 0    | 0      | 0             | 0             | 0             | 0                  | 0                  | 0                  | —       | —      | —      | 0       | 0      | 0      |
| Hela karriären                     | Hela karriären | Hela karriären   | 199     | 30   | 12     | 28            | 4             | 2             | 1                  | 0                  | 0                  | 5       | 1      | 0      | 122     | 35     | 25     |
| Senast uppdaterad 15 augusti 2024. |                |                  |         |      |        |               |               |               |                    |                    |                    |         |        |        |         |        |        |

1. ↑  Nedflyttningskvalmatcher mot Motala AIF.[16][17]
2. ↑  Nedflyttningskvalmatcher mot Landskrona BoIS.[18][19]

### Landslag
| Landslag                        | År             | Totalt  | Totalt | Totalt |
| Landslag                        | År             | Matcher | Mål    | Assist |
| ------------------------------- | -------------- | ------- | ------ | ------ |
| Sverige U17                     | 2014           | 3       | 0      | 0      |
| Totalt                          | Totalt         | 3       | 0      | 0      |
| Sverige                         | 2024           | 1       | 0      | 0      |
| Totalt                          | Totalt         | 1       | 0      | 0      |
| Hela karriären                  | Hela karriären | 4       | 0      | 0      |
| Senast uppdaterad 20 mars 2024. |                |         |        |        |